# Distúrbios do sistema vestibular
A vestibulopatia aguda caracteriza-se pelo aparecimento agudo ou subagudo de vertigens, tonturas ou desequilíbrios com ou sem sintomas e sinais oculares motores, sensoriais, posturais ou autonómicos, podendo durar de segundos a vários dias. As lesões vestibulares agudas podem resultar de uma hipofunção ou da excitação patológica de várias estruturas vestibulares periféricas ou centrais (labirinto, nervo vestibular, núcleos vestibulares, cerebelo ou vias ascendentes para o tálamo e o córtex). 

Anatomia do ouvido Humano. No caso das vestibulopatias, o mecanismo patológico encontra-se no ouvido interno

A vertigem aguda, a tontura e o desequilíbrio são queixas comuns em pacientes de todas as idades, principalmente nos idosos. Como sintomas de apresentação, ocorrem em aproximadamente 10% de todos os pacientes atendidos por clínicos gerais e em aproximadamente 20% de todos os pacientes atendidos por neurologistas e otorrinolaringologistas. Num estudo epidemiológico transversal recente de uma população geriátrica de uma cidade pública, a tontura foi encontrada em 61% de todos os pacientes, enquanto os distúrbios do equilíbrio foram encontrados em 77%.
Podem ser diferenciadas várias formas de vertigem aguda:
1. ataques de vertigem (vertigem episódica, vertigem paroxística);
2. vertigem sustentada (maioritariamente rotatória)e
3. vertigem posicional/posicionada.

Podem ocorrer ataques recorrentes de vertigem com duração de alguns segundos a minutos na vertigem de posicionamento paroxística benigna (VPPB), na "enxaqueca vestibular", na doença de Menière (DM), na fístula perilinfática (FP), na paroxismia vestibular ou na isquémia vertebrobasilar transitória. A vertigem sustentada (rotatória) ocorre na perda periférica unilateral aguda da função vestibular ou com lesões pontomedulares do tronco cerebral perto dos núcleos vestibulares. A neurite vestibular (NV) é a causa mais frequente e a sua característica diagnóstica é a hiporresponsividade unilateral à irrigação térmica. A vertigem posicional/posicionada é mais frequentemente causada por canalolitíase do canal semicircular posterior (CSC) na maioria dos doentes que apresentam esta condição. Todas as formas centrais de nistagmo de posicionamento - que são muito raras - envolvem a região em torno dos núcleos vestibulares e uma alça neural para o vermis cerebelar.
Mais de 50% de todos os doentes que se apresentam com tonturas, vertigens ou desequilíbrio numa unidade de tonturas neurológicas sofrem de uma das seguintes síndromes agudas comuns: VPPB, "enxaqueca vestibular", DM, VN ou vertigem vestibular central (causada principalmente por isquémia, por exemplo, síndrome de Wallenberg). As causas mais raras de vertigem aguda são a paroxismia vestibular (vertigem posicional incapacitante) e a FP.

## Formas periféricas de vertigem aguda
Comecemos por rever os estudos recentes sobre a etiologia, a patogénese, a epidemiologia e a terapêutica das doenças causadas por perturbações do labirinto (como a VPPB, a DM, a FP) ou do nervo vestibular (como a VN ou a paroxismia vestibular).

### Vertigem de posicionamento paroxística benigna
A VPPB é caracterizada por ataques breves de vertigem rotatória e nistagmo rotatório-linear de posicionamento concomitante, que é provocado por mudanças rápidas na posição da cabeça em relação à gravidade. É uma perturbação mecânica do ouvido interno em que o posicionamento precipitante da cabeça provoca uma estimulação anormal, geralmente do canal auditivo posterior do ouvido inferior, menos frequentemente do canal auditivo horizontal. A VPPB típica do canal posterior é causada por canalolitíase, um coágulo que flutua livremente na endolinfa do CAE posterior. É correctamente chamada vertigem de posicionamento paroxística benigna, porque é a manobra de posicionamento rápido e não a mudança da posição da cabeça em relação ao vector gravitacional que causa as manifestações.
Modugno et al. propuseram uma nova hipótese sobre a etiologia da VPPB "idiopática": encontraram alternâncias auto-imunes em 34 de 70 doentes com VPPB, e a incidência de anticorpos anti-tiroideus (em 19 de 70 doentes) excedeu significativamente a de uma população de controlo (P<0,01). Portanto, eles levantaram a hipótese de que os complexos imunes no ouvido interno têm uma influência sobre os órgãos maculares e fazem com que as otocônias se desloquem mais facilmente. Karlberg et al. encontraram uma doença do ouvido interno ipsilateral em apenas 81 dos 2847 (3%) pacientes com VPPB de canal posterior que era capaz de causar VPPB secundária: 24 tinham vestibulopatia periférica unilateral aguda, 16 DM, 21 vestibulopatia bilateral crónica e oito perda auditiva neurossensorial unilateral. Os autores concluíram que qualquer doença do ouvido que desprenda a otoconia, mas que não destrua totalmente a função do CSC, pode causar VPPB. Ishiyama et al. descobriram que a prevalência de enxaqueca era três vezes maior em pacientes com VPPB de causa desconhecida do que na VPPB pós-traumática. Eles levantaram a hipótese de que os pacientes com enxaqueca sofrem danos recorrentes no ouvido interno, por exemplo, como resultado de um vasoespasmo, o que os predispõe à VPPB. Numa grande análise retrospectiva de 2523 pacientes com VPPB, Katsarkas avaliou as diferenças epidemiológicas entre VPPB "idiopática" e pós-traumática. Embora os homens fossem mais velhos que as mulheres no grupo idiopático, as mulheres tinham VPPB com mais freqüência (2,3:1); os pacientes eram mais jovens no grupo pós-traumático e o envolvimento bilateral era mais prevalente. Uma avaliação importante da incidência de VPPB numa população geriátrica de uma cidade pública mostrou que 9% tinham VPPB não reconhecida. Indivíduos com VPPB não reconhecida eram mais propensos a ter escores reduzidos de atividades da vida diária, a ter sofrido uma queda nos 3 meses anteriores e a ter depressão. Estes dados indicam que a prevalência de VPPB não reconhecida é mais comum do que o esperado na população idosa e está associada a uma morbilidade grave.
Vários estudos confirmaram que as manobras liberatórias de Sèmont e de Epley modificada são bem sucedidas em aproximadamente 80-99% dos pacientes, e que são procedimentos muito económicos. Nuti et al. demonstraram que o "nistagmo liberatório" induzido tem um alto valor prognóstico para a eficácia da manobra. Eles também demonstraram que as restrições pós-manobra não são necessárias na VPPB de canal posterior. Teoricamente, a vibração da mastóide deveria melhorar ainda mais a eficácia das manobras liberatórias, mas isso não pôde ser comprovado clinicamente, principalmente porque a taxa de sucesso sem vibração já é muito alta.
Pacientes com VPPB como resultado de uma doença do ouvido interno em curso, como a DM, são mais difíceis de tratar e têm uma taxa de recorrência mais alta, o que pode ser devido à obstrução parcial do labirinto membranoso ou danos às máculas do utrículo e sáculo. A taxa de recorrência parece ser maior do que se supunha anteriormente: em 168 pacientes com VPPB com um tempo médio de acompanhamento de 26 meses, a taxa de recorrência estimada por ano foi de 15% e houve uma taxa de recorrência de 50% da VPPB 40 meses após o tratamento. Este achado foi apoiado por outro estudo recente. Os resultados enfatizam a necessidade de aconselhamento dos pacientes sobre a probabilidade de recorrência e o acesso ao tratamento de acompanhamento se a recorrência ocorrer.
Em contraste com a VPPB de canal posterior, que tem um tratamento eficaz bem definido, a VPPB de canal horizontal é mais difícil de tratar e foram efectuadas menos investigações sobre as estratégias terapêuticas para esta doença. Em um grande estudo com 92 pacientes, Nuti et al. descobriram que a "posição prolongada forçada" (na orelha não afetada) foi ligeiramente mais bem-sucedida do que a rotação de 270° em torno do eixo longitudinal do corpo em passos rápidos de 90° (esta última deu resultados mais imediatos). Os autores recomendam tratar os pacientes com os dois métodos em sucessão.
O que é que as manobras libertadoras fazem aos otocónios? Num elegante estudo anatómico funcional com ossos temporais humanos, foi demonstrado que as otocónias tendem a cair no lúmen do utrículo após as manobras liberatórias, mas não há evidência de que as otocónias adiram à mácula quando os pacientes assumem uma posição erecta. Por conseguinte, o termo "manobras libertadoras" deve ser preferido em vez de "manobras de reposicionamento".
Num número muito reduzido de doentes, os sintomas persistem inalterados e tornam-se incapacitantes quando o acúmulo de partículas não pode ser eliminado pelas manobras ou os sintomas recorrem com muita frequência. Estes doentes são considerados potenciais candidatos à obstrução não ampular do CEC posterior. Os resultados da cirurgia em 13 pacientes que foram submetidos à oclusão do SCC posterior para VPPB intratável (>12 meses de duração) e incapacitante foram apresentados por Walsh et al., com ênfase especial no seu acompanhamento a longo prazo. O seguimento médio foi de 66 meses. Todos os pacientes relataram resolução completa, imediata e persistente de suas vertigens de posicionamento. A maioria dos pacientes, no entanto, relatou alguma instabilidade transitória pós-operatória que durou até 4 semanas. Todos os doentes desenvolveram uma perda auditiva condutiva ligeira transitória secundária a uma colecção de fluido no ouvido médio, que normalmente se resolveu em 4 semanas. Cinco doentes desenvolveram uma perda auditiva neurossensorial ligeira transitória de alta frequência, que se resolveu em todos os casos no prazo de 6 meses. Não houve relatos de perda auditiva neurossensorial nem de zumbido a longo prazo. Todos os pacientes acreditavam que a operação tinha sido benéfica e submeter-se-iam a ela novamente. Estes resultados indicam que a oclusão do SCC posterior é uma operação eficaz e segura. É o procedimento de escolha para a VPPB intratável e incapacitante, em vez da neurectomia singular, que é uma técnica cirúrgica altamente exigente com um risco significativo de insucesso ou perda inadvertida de audição.

### Neurite vestibular
A Neurite Vestibular (NV), também conhecida como paralisia vestibular unilateral aguda (idiopática) ou neuronite vestibular, é uma síndrome clínica caracterizada pelo aparecimento agudo de vertigem rotatória severa e prolongada, associada a nistagmo espontâneo, desequilíbrio postural e náuseas, sem acompanhamento de sintomas cocleares ou neurológicos. Ainda é objecto de controvérsia se a NV tem uma causa inflamatória ou isquémica. Várias linhas de evidência favorecem a hipótese viral, por exemplo, a patologia do osso temporal em doentes com NV ou a detecção generalizada de ADN do vírus herpes simplex tipo 1 nos gânglios e núcleos vestibulares humanos. Os autores de um estudo recente sobre o osso temporal humano especularam que a preservação da função do SCC posterior na NV poderia ser explicada pela inervação dupla relativamente comum deste SCC por dois nervos distintos, que atingem a cúpula posterior em canais ósseos separados. Eles argumentaram que se os conjuntos de neurónios de ambos os ramos estivessem localizados separadamente no gânglio vestibular, um conjunto poderia ser poupado durante a inflamação viral. Além disso, como ambos os nervos ampulares posteriores passam por canais ósseos separados, eles também podem ser menos afetados pelo inchaço inflamatório do tecido perineural do nervo vestibular, que é encapsulado dentro do ducto intrameatal.
Alguns casos de vertigem rotatória aguda sem deficiência auditiva são causados por lesões vestibulares centrais unilaterais no tronco cerebral ponto-medular. Num estudo retrospectivo de Thömke e Hopf, 45 de 232 pacientes com sinais clínicos de VN apresentaram achados electrofisiológicos anormais (potenciais evocados auditivos, reflexo de pestanejar) incompatíveis com disfunção vestibular periférica. A partir destes dados, os autores concluíram que o número de lesões vestibulares centrais - isquémicas ou inflamatórias - que mimetizam a NV é frequentemente subestimado, se o diagnóstico de desequilíbrio do tónus vestibular periférico se basear apenas na avaliação clínica dos doentes e na ressonância magnética (RM) das estruturas do tronco cerebral.
A NV tem uma evolução benigna. A recuperação envolve uma combinação de: 
(i) uma restauração periférica frequentemente incompleta da função labiríntica;
(ii) substituição somatossensorial (proprioceptiva) e visual do défice vestibular unilateral; e
(iii) compensação vestibular central do desequilíbrio do tónus vestibular.
Durante a compensação vestibular, o aumento da "ponderação" de outros estímulos sensoriais pode substituir o estímulo vestibular em falta. A vibração do músculo do pescoço demonstrou um aumento na entrada do fuso muscular após uma lesão vestibular unilateral, que era assimétrica, restrita ao lado afectado, e que se desenvolveu gradualmente ao longo de semanas. Num estudo terapêutico prospectivo e aleatório, foi demonstrado que os exercícios vestibulares (uma combinação de exercícios de habituação e de Cawthorne-Cooksey) melhoram significativamente a estabilidade postural (medida como o valor do caminho de oscilação por posturografia) em doentes com NV, em comparação com um grupo de controlo não tratado. Estes exercícios, no entanto, não tiveram qualquer influência na percepção (medida como deslocamento da vertical visual subjectiva) ou no sistema vestíbulo-ocular (medido como torção ocular).
Foi recentemente demonstrado que os pacientes com desequilíbrio agudo do tónus vestibular correm melhor do que caminham. Os autores sugerem que este achado aparentemente paradoxal pode ser explicado da seguinte forma: o programa locomotor da coluna vertebral suprime a entrada vestibular desestabilizadora durante a marcha rápida ou corrida mais do que durante a marcha lenta. Por conseguinte, a marcha lenta depende aparentemente mais do estímulo vestibular do que a corrida. Esta descoberta pode ter implicações na fisioterapia e reabilitação de doentes com NV aguda e outras causas de marcha vestibulopática.

### Doença de Menière
A DM é caracterizada por ataques de vertigem, perda auditiva flutuante, zumbido e pressão auricular, que podem durar várias horas. O envolvimento do ouvido contralateral é detectável em aproximadamente 30-60% dos casos. Em geral, a história natural da doença é benigna, apresentando uma taxa de remissão espontânea de aproximadamente 80% em 5-10 anos.
Acredita-se que a hidropisia endolinfática (HE), causada pela reabsorção prejudicada da endolinfa pelo saco endolinfático, seja o mecanismo causador da DM. Nos últimos anos, numerosos artigos têm discutido a possibilidade de uma patogénese imunológica, infecciosa, vascular ou genética. No entanto, ainda não há respostas definitivas sobre os eventos fisiopatológicos que levam à HE. Apesar das incertezas remanescentes sobre a sua etiologia, a eletrococleografia emergiu como uma técnica útil para avaliar a HE. Potenciais somáticos aumentados em relação ao potencial de ação do oitavo nervo na eletrococleografia parecem refletir a HE, e podem ser uma ferramenta diagnóstica útil para detectar casos raros de DM com sintomas cocleares monossintomáticos, ou para monitorar a eficácia do tratamento com gentamicina.
Na última década, houve poucas mudanças no tratamento da DM. A aplicação de gentamicina intratimpânica é uma terapia eficaz para pacientes com DM com ataques intratáveis e audição inservível no ouvido afectado ou ataques de gota vestibular. Uma vez que a terapêutica com gentamicina em doses baixas (30-40 mg por semana até surgirem sinais de hipofunção vestibular unilateral) demonstrou ser eficaz, deve ser recomendada como procedimento padrão. Poderá substituir a cirurgia vestibular num futuro próximo. Também se registaram progressos significativos na compreensão da ototoxicidade dos aminoglicosídeos, que parece ser mediada pela perturbação da síntese proteica mitocondrial, pela sobreactivação dos receptores glutamatérgicos (N-metil-D-aspartato) e pela formação de radicais livres. Com base nestes resultados, foi feito um grande esforço para desenvolver estratégias para prevenir a ototoxicidade dos aminoglicosídeos, por exemplo, através da co-administração de antagonistas dos receptores N-metil-D-aspartato ou neurotrofinas.
Após a descoberta por Thomsen et al. de um efeito placebo em "operações regulares do saco endolinfático", a percentagem de doentes submetidos a operações diminuiu de aproximadamente 10% na década de 1970 para aproximadamente 1-5% na década de 1990. Apesar dos numerosos artigos sobre os efeitos positivos dos diferentes métodos cirúrgicos e de uma reavaliação estatística do estudo de Thomsen et al., que agora apoia fortemente a eficácia das operações de derivação endolinfática, os procedimentos cirúrgicos devem permanecer uma excepção no tratamento da DM. Tendo em conta o seu curso naturalmente benigno e o envolvimento frequente do ouvido contralateral, a neurectomia vestibular selectiva é a segunda escolha para doentes com DM frequentemente incapacitante mas com perda auditiva moderada. Este ponto de vista é também apoiado por um estudo recente de Minor, que demonstrou que a instilação de gentamicina intratimpânica é menos eficaz no controlo da vertigem quando os doentes tinham sido submetidos a cirurgia otológica prévia.

### Fístula perilinfática
A FP pode levar a vertigem episódica e perda auditiva neurossensorial como resultado da elasticidade patológica da cápsula ótica ou vazamento da perilinfa, geralmente na janela oval e redonda. Um novo tipo desta fístula é a "síndrome de deiscência do canal superior", uma "fístula da perilinfa interna" (ver abaixo). A fístula e um colapso parcial do labirinto membranoso ("labirinto flutuante") permitem a transferência anormal das alterações da pressão ambiente para os receptores da mácula (tipo de vertigem otolítica) ou da cúpula (tipo de vertigem semicircular). A FP pode ser causada por barotrauma ou, por exemplo, colesteatoma, caso em que o SCC horizontal é mais frequentemente envolvido. Friedland e Wackym revisaram artigos sobre FP de 1966 a 2000. Concluíram que as  FP são raras e a maioria é provavelmente causada por um evento que altera a pressão. As metodologias actuais não oferecem, em geral, especificidade e sensibilidade suficientes para diagnosticar com precisão a FP. Os resultados dos estudos endoscópicos da orelha média sugerem uma baixa incidência em comparação com o número de fístulas relatadas na literatura. No entanto, é importante continuar a suspeitar de FP, e o aconselhamento pré-operatório adequado deve reflectir as actuais controvérsias.

### Síndrome de deiscência do canal superior
Em 1998, Minor et al. descreveram uma nova variante de FP: a "síndrome de deiscência do canal superior". Os autores apresentaram um importante e intrigante estudo clínico com uma avaliação e descrição detalhada dessa nova doença, que amplia o espectro otorrinolaringológico. Esta síndrome é caracterizada clinicamente por ataques recorrentes de vertigem e oscilopsia, induzidos por estímulos que resultam em mudanças na pressão intracraniana ou do ouvido médio (por exemplo, tosse, manobra de Valsalva, compressão tragal) ou ruídos altos. É causada por uma deiscência do osso que reveste o SCC superior (anterior). Como resultado desta deiscência, forma-se uma terceira janela móvel (para além das janelas redonda e oval) e as alterações da pressão são patologicamente transduzidas para o CSC anterior. Ferramentas de diagnóstico importantes para a "síndrome de deiscência do canal superior" são a tomografia computorizada (TC) de alta resolução do osso temporal, que mostra um defeito do osso que cobre o CSC anterior e os potenciais miogénicos evocados pelo clique. Os registos tridimensionais dos movimentos oculares com a técnica de search-coil e a subsequente análise vectorial demonstraram que os movimentos oculares eram induzidos por uma excitação do CEC anterior. A "síndrome de deiscência do canal superior" é um diagnóstico diferencial importante em pacientes que sofrem de sintomas de FP, especialmente porque pode ser tratada com sucesso através do resurfacing ou "plugging" do SCC afectado. Esses pacientes são assim poupados de cirurgias desnecessárias no ouvido médio.

### Paroxismia vestibular periférica (vertigem posicional incapacitante)
A vertigem episódica e outras síndromes vestibulares podem resultar da excitação patológica de várias estruturas vestibulares. Há provas de que a compressão cruzada neurovascular do nervo vestíbulo-coclear é a causa provável da paroxismia vestibular (também designada por "vertigem posicional incapacitante"), incluindo tanto a hiperactividade paroxística (análoga à nevralgia do trigémeo) como a perda funcional progressiva. A paroxismia vestibular é diagnosticada pela ocorrência de ataques curtos ou de uma série de vertigens rotacionais, que em alguns casos são precipitadas ou moduladas pela mudança de posição da cabeça e estão frequentemente associadas a hipoacusia e zumbido. Esta síndrome ainda não está bem definida e não existe um sinal patognómico ou teste de diagnóstico.
As técnicas de imagem actuais para identificar os contactos nervo/vaso causais deixam muito a desejar, porque os contactos dos vasos também podem ser visualizados (mesmo na zona de entrada da raiz) em doentes assintomáticos. Além disso, estudos demonstraram a existência de laços vasculares com o ângulo ponto-cerebelar em 65% das amostras post-mortem. Embora ainda exista um cepticismo considerável em relação ao conceito de síndromes de compressão neurovascular do oitavo nervo craniano, recomendamos o tratamento com carbamazepina (Tegretol, 3×100 mg-2×400 mg/dia) para todos os doentes com suspeita de paroxismo vestibular. Se o doente não responder suficientemente bem, pode ser administrada fenitoína. Os doentes que não respondem ao tratamento medicamentoso podem ser submetidos a descompressão microvascular. Uma avaliação neurocirúrgica e neurofisiológica combinada demonstrou que os sintomas da compressão neurovascular do nervo vestíbulo-coclear dependem da parte do nervo que é comprimida pelos vasos sanguíneos. Os achados de tais estudos suportam o conceito de síndrome de compressão neurovascular do oitavo nervo craniano.
Recentemente foi descrito um caso de um paciente com episódios alternados de excitação e falência do nervo vestibular causados por um cisto aracnóide no ângulo ponto-cerebelar (direito), que distorcia o nervo vestíbulo-coclear. Episódios recorrentes de oscilopsia, vertigem rotacional e desequilíbrio postural foram provocados e modulados pela alteração das posições horizontais da cabeça. A análise motora ocular revelou dois tipos diferentes de ataques, dependendo da posição particular da cabeça:
(i) episódios de hipofunção vestibular (com duração de minutos a várias horas) com posição normal da cabeça; e
(ii) excitação vestibular paroxística (por segundos) com rotação da cabeça para a esquerda. 
A causa mais provável foi a transição de um bloqueio de condução para descargas ectópicas, que ocorre por compressão de vários nervos periféricos. Uma semana após a ressecção do quisto e descompressão do oitavo nervo craniano, o doente encontrava-se livre de sintomas.

### Estenose do canal auditivo interno
Uma nova síndrome foi descrita numa mulher de 37 anos com perda auditiva neurossensorial de longa data, que apresentou um início agudo de vertigens e paralisia facial ipsilateral. Um estudo de tomografia computadorizada mostrou que uma estenose do canal auditivo interno tinha causado os sintomas e poderia ter sido uma malformação congénita.

## Formas centrais de vertigem aguda
As perturbações vestibulares centrais têm origem numa lesão do tronco cerebral, do cerebelo (vestibular) ou das vias vestíbulo-cerebelosas e, raramente, numa lesão do tálamo ou do córtex (vestibular). Com base na anatomia funcional, as perturbações vestibulares centrais podem ser classificadas de acordo com os três principais planos de acção do reflexo vestíbulo-ocular: yaw, roll e pitch.

### Epilepsia vestibular
A epilepsia vestibular é uma síndrome rara de vertigem cortical secundária a descargas epilépticas focais no lobo temporal ou no córtex de associação parietal. Nos últimos anos, foram publicados muito poucos trabalhos sobre esta síndrome, embora o nosso conhecimento do córtex vestibular humano tenha aumentado consideravelmente. Um novo sinal clínico de epilepsia vestibular é o desvio oblíquo: um paciente de 43 anos de idade apresentou episódios de diplopia e oscilopsia associados a um nistagmo de batimento à direita e um desvio oblíquo, ambos relacionados a uma descarga epiléptica posterior esquerda no electroencefalograma.

### "Enxaqueca vestibular"
Ao longo dos anos, tem havido uma grande controvérsia em torno da entidade diagnóstica "enxaqueca vestibular", uma vez que a incidência de vertigem em associação com a enxaqueca propriamente dita tem sido referida como variando entre 50 e 70%. A legitimidade da entidade "enxaqueca vestibular" foi apoiada por dois estudos recentes. Dieterich e Brandt efectuaram um estudo retrospectivo cuidadoso em 90 doentes com vertigem episódica e demonstraram que a enxaqueca era o mecanismo patológico mais provável. Uma vez que a maioria dos doentes não preenchia os critérios da Sociedade Internacional de Cefaleias para enxaqueca basilar, o diagnóstico foi confirmado pela evolução da doença, eficácia dos medicamentos no tratamento e prevenção de ataques, anomalias motoras oculares no intervalo sem sintomas e exclusão dos diagnósticos diferenciais mais relevantes. Foram elaboradas as seguintes características clínicas:
(i) a manifestação inicial pode ocorrer em qualquer altura ao longo da vida (nos homens um pico na quarta década, nas mulheres um "plateau" entre a terceira e a quinta décadas); 
(ii) a duração da vertigem rotacional (três quartos dos doentes) ou "to-and-fro" pode durar de alguns segundos a várias horas ou, menos frequentemente, até dias; 
(iii) os ataques audiovestibulares monossintomáticos (três quartos dos doentes) ocorreram como vertigem associada a sintomas auditivos em apenas 16%; 
(iv) a vertigem sem cefaleia foi encontrada em mais de um terço dos doentes;
(v) no intervalo sem sintomas, dois terços dos doentes apresentaram sinais motores oculares centrais ligeiros, tais como perseguição sacádica vertical ou horizontal, nistagmo evocado pelo olhar e nistagmo posicional moderado. A combinação com outras formas de enxaqueca foi encontrada em cerca de 50% dos casos. 
Assim, a enxaqueca parece ser um diagnóstico diferencial relevante para a vertigem episódica. De acordo com os critérios da International Headache Society, apenas 7,8% destes doentes seriam diagnosticados como tendo enxaqueca basilar. No entanto, para garantir que pelo menos aqueles que apresentavam vertigem episódica monossintomática (três quartos nesse estudo) recebessem tratamento efectivo, os autores propuseram a utilização do termo mais apropriado "enxaqueca vestibular". No segundo estudo, foram avaliados 363 pacientes que apresentavam vertigem (32% sofriam de enxaqueca). Partiu-se do princípio de que a combinação de sinais vestibulares centrais e periféricos era uma característica típica dos doentes que sofriam de "vertigem associada à enxaqueca". A gestão das tonturas e vertigens relacionadas com a enxaqueca (incluindo alterações na dieta, medicação, fisioterapia, adaptações do estilo de vida e acupunctura) foi avaliada em 89 doentes: o controlo completo ou substancial dos sintomas vestibulares foi alcançado em 92% dos doentes com vertigens episódicas.No que diz respeito à patogénese da enxaqueca familiar autossómica com vertigens, não foram encontradas mutações no gene do canal de cálcio controlado por voltagem, CACNA1A (relevante na ataxia episódica tipo II, enxaqueca hemiplégica familiar) em nove propostas de famílias afectadas.

### Nistagmo de posicionamento paroxístico central
As manobras de posicionamento da cabeça podem levar a vertigem paroxística e nistagmo. Esses casos são geralmente causados por um distúrbio vestibular periférico, por exemplo, VPPB (ou raramente nistagmo induzido por álcool); menos frequentemente são causados por uma lesão central. Estas perturbações são designadas por "nistagmo de posicionamento paroxístico central". Embora muitas características típicas (latência, curso, duração do nistagmo, vertigem durante o ataque ou não) não permitam a diferenciação entre VPPB e nistagmo de posicionamento paroxístico central, a direcção do nistagmo permite. O nistagmo na VPPB sempre bate em uma direção alinhada ao plano do CCP afetado, ou seja, linear-horizontal para o CCP horizontal e vertical-torcional para o CCP vertical, de acordo com a primeira lei de Ewald. Qualquer outra direcção (por exemplo, nistagmo paroxístico torsional, ascendente ou descendente) indica uma origem central.

## Vertigem vascular
Muitas formas de vertigem estão relacionadas com o sistema vascular, por exemplo, enxaqueca (ver acima), enfarte ou hemorragia, ou compressão cruzada neurovascular (paroxismo vestibular ou vertigem posicional incapacitante, ver acima). A isquémia do sistema vertebrobasilar é uma causa geralmente sobrestimada de vertigem pura (ver abaixo), que está frequentemente associada a outros sintomas e sinais do tronco cerebral, como na síndrome de Wallenberg. Por vezes, a isquémia produz uma combinação de sintomas periféricos e centrais, por exemplo, nos enfartes da artéria cerebelosa inferior anterior, porque a artéria cerebelosa inferior anterior fornece territórios sobrepostos no tronco cerebral e no labirinto periférico (através da artéria da extremidade auditiva interna). Tange realizou uma série de estudos de microscopia electrónica (no rato adulto) para construir um modelo das vias vasculares no ouvido interno. O ouvido interno é, como uma mão, um órgão terminal que contém quatro órgãos dos sentidos (cóclea, sáculo, utrículo e cristae ampullaris). Todas essas estruturas específicas do ouvido interno têm seu próprio suprimento vascular. Tange desenvolveu um diagrama de fluxo sanguíneo do ouvido interno, que foi usado para classificar diferentes tipos de isquémia no ouvido interno e também forneceu um conceito para algumas formas de vertigem e perda auditiva neurossensorial. Foram propostos quatro tipos de isquémia do ouvido interno:
No tipo I, apenas os vasos da cóclea estão envolvidos, resultando assim em dois tipos de perda auditiva sem vertigem.
O tipo II foi caracterizado pela isquémia de uma parte da cóclea e de uma parte do sistema vestibular.
No tipo III, apenas o sistema vestibular está envolvido, enquanto 
no tipo IV a ausência de circulação sanguínea no ouvido interno resulta em surdez total e vertigens graves. Esta partição do ouvido interno parece ser importante para explicar as diferentes formas de vertigem periférica vascular com base na combinação de diferentes sintomas. Além disso, numa observação histopatológica de um doente com enfarte do ouvido interno, foi demonstrado que as diferentes partes do labirinto apresentam uma sensibilidade diferente à isquémia. O labirinto inferior deste paciente foi poupado, talvez devido à presença de mais colaterais (ramos interósseos) para a artéria labiríntica posterior do que para a anterior.
O síndroma de oclusão rotacional da artéria vertebral também é sobrestimado e caracteriza-se por ataques recorrentes de vertigem, nistagmo e ataxia. As rotações da cabeça induzem esses ataques e a compressão da artéria vertebral. É importante notar que quase todos os pacientes que apresentam a síndrome de oclusão rotacional da artéria vertebral têm uma estenose adicional ou malformação do vaso sob a compressão. Somente a angiografia dinâmica durante a rotação progressiva da cabeça pode detectar o lado da oclusão da artéria vertebral. A vertigem é geralmente atribuída ao tronco cerebral, embora o labirinto também seja vulnerável à isquémia. Num doente, no entanto, foi demonstrado pela análise dos movimentos oculares (ver abaixo) que esta síndrome também pode ser causada por uma isquémia transitória do labirinto, levando a uma excitação combinada do SCC anterior e horizontal, bem como da cóclea.

## Instrumentos de diagnóstico para a vestibulopatia aguda
Vários instrumentos de diagnóstico foram recentemente desenvolvidos para a sua aplicação clínica na vestibulopatia aguda.

### Análise tridimensional dos movimentos oculares
A primeira lei de Ewald prevê que o eixo do nistagmo corresponde ao eixo anatómico da SCC que o gerou. Esta lei é clinicamente útil para o diagnóstico de uma patologia pormenorizada do órgão terminal vestibular. As bobinas de busca escleral podem ser utilizadas para registar os movimentos oculares, analisá-los tridimensionalmente e reconstruir a trajectória dos movimentos, permitindo assim determinar o CCC envolvido. Esta técnica também se tornou clinicamente importante para o diagnóstico, por exemplo, da síndrome de deiscência do canal superior (ver acima), fístula do CEC posterior, ou uma análise detalhada da VPPB ou do nistagmo induzido pelo álcool.

### Técnicas de imagiologia
A RM e a TC de alta resolução do ouvido interno estão a tornar-se cada vez mais importantes para o diagnóstico diferencial de perturbações vestibulares periféricas e centrais. As modernas técnicas de RM de alta resolução permitem a visualização de características anatómicas detalhadas das regiões vestíbulo-cocleares, bem como de achados patológicos no ouvido interno, tais como lesões neoplásicas (por exemplo pequenos neuromas acústicos intracanaliculares), anomalias que causam vertigem e perda auditiva [por exemplo, malformação de Mondini, FP, paroxismo vestibular (ver acima)] e doenças inflamatórias (por exemplo, síndrome de Cogan, labirintite, neurite por zoster). A TC de alta resolução continua a ser o primeiro exame que deve ser realizado em doentes com doenças do ouvido médio (por exemplo, tumor, infecção), traumatismo (por exemplo, fracturas do osso temporal), doenças fibro-ósseas e síndrome de deiscência do canal superior (ver acima). A TC e a RM de alta resolução identificaram aquedutos hipoplásicos ou mesmo previamente não identificáveis com uma abertura externa estreita em pacientes com DM. No entanto, o principal papel destas técnicas de imagiologia na DM continua a ser a exclusão de outras anomalias intracranianas ou cerebrais que causem vertigem, deficiência auditiva e zumbido. Embora a imagem do sistema vestíbulo-coclear tenha melhorado drasticamente, ainda existem vários distúrbios vestibulares periféricos que ainda não podem ser visualizados, por exemplo, VPPB, NV idiopática, FP ou DM. Os resultados dos exames de RM e TC têm, no entanto, de ser cuidadosamente correlacionados com a história do doente e com os achados clínicos neuro-oftalmológicos e neuro-otológicos, o que muitas vezes não é o caso.

### Novos aspectos do tratamento medicamentoso
Os esteróides são importantes no tratamento de doenças auto-imunes do ouvido interno. Parnes et al. estudaram a farmacocinética dos corticosteróides nos fluidos do ouvido interno num animal (cobaia) e, posteriormente, numa aplicação clínica. Os autores encontraram uma penetração muito maior de esteróides (metilprednisolona, dexametasona, hidrocortisona) nos fluidos do ouvido interno após aplicação tópica (intratimpânica) do que após administração oral ou intravenosa. A aplicação intratimpânica também evita níveis sanguíneos elevados e, por conseguinte, os efeitos secundários possivelmente deletérios da utilização sistémica. Na parte clínica, demonstraram que a aplicação intratimpânica parece ser segura e eficaz para o tratamento de doenças auto-imunes do ouvido interno. Por conseguinte, a aplicação tópica de esteróides é uma forma nova e útil promissora de tratar estas doenças.

## Conclusão
É notável o número de artigos publicados nos últimos meses sobre a epidemiologia das doenças vestibulares. A partir destes dados, foram tiradas conclusões que deverão elucidar a etiologia destas doenças. O espectro das doenças neuro-otológicas também se alargou, após a identificação ou confirmação de novas doenças, como a "síndrome de deiscência do canal superior" ou a "enxaqueca vestibular". No entanto, com algumas excepções (por exemplo, a ataxia episódica tipo II, VN), a biologia molecular, a genética, a electrofisiologia celular e a crescente informação sobre a acção dos neurotransmissores no sistema vestibular não tiveram um impacto clínico tão forte como se esperava. As seguintes questões na vestibulopatia aguda merecem ser mais exploradas:
(i) ainda necessitamos de testes fiáveis da função otolítica e das perturbações relacionadas com os otólitos;
(ii) o tratamento médico da DM deve ser avaliado cuidadosamente em estudos multicêntricos;
(iii) os estudos clínicos futuros devem centrar-se no diagnóstico e na gestão da vertigem e da tontura nos idosos devido à sua prevalência. 
Finalmente, um problema geral no tratamento do doente com vertigens é reflectido em vários artigos sobre vestibulopatia aguda. Como resultado da sua formação, os otorrinolaringologistas têm dificuldade em visualizar a anatomia funcional das redes neuronais envolvidas nos distúrbios vestibulares centrais, enquanto os neurologistas muitas vezes não conseguem compreender completamente a função labiríntica periférica.